# Ferdinand Jacob Redtenbacher
Ferdinand Jacob Redtenbacher, avstrijski inženir, * 25. julij 1809, Steyr, Avstrijsko cesarstvo (sedaj Avstrija), † 16. april 1863, Karlsruhe, Nemčija.
Redtenbacher velja za ustanovitelja znanstvenega strojništva.
1. 1 2 3  Record #116389605 // Gemeinsame Normdatei — 2012—2016.
2. 1 2  SNAC — 2010.
3. 1 2  Krackowizer F., Berger F. Biographisches Lexikon des Landes Österreich ob der Enns: Gelehrte, Schriftsteller und Künstler Oberösterreichs seit 1800 — Pas, Linz: Institut für Kulturraumforschung Ostbaierns und der Nachbarregionen (IKON), 1931. — S. 254-255. — 411 p.